# Холт, Конрад
Конрад Холт (англ. Conrad Holt; род. 9 июля 1993, Уичито, Канзас) — американский шахматист, гроссмейстер (2012).

## Спортивная карьера
В 2008 году выиграл чемпионат США среди кадетов, организованный Международной шахматной школой Анатолия Карпова в Линдсборге. В том же году после турнира World Open (Филадельфия) получил звание национального мастера. Звание гроссмейстера было присвоено Холту в 18 лет, в 2012 году, когда он начал учёбу в Техасском университете в Далласе.
В 2013 и 2014 годах делил 1-е место в турнире World Open, а в 2014 году добился также аналогичного результата в Открытом чемпионате США, затем в переигровке за золотую медаль победив международного мастера Майкла Муляра. Выступал за сборную Техасского университета в Далласе до его окончания в 2015 году (magna cum laude по физике). По окончании вуза работал в корпорации Google программным инженером.